# کونستانت هویسمانس
کونستانت هویسمانس (هلندی: Constant Huysmans; ۱۱ اکتبر ۱۹۲۸ – ۱۶ مهٔ ۲۰۱۶) بازیکن فوتبال اهل بلژیک بود.
وی همچنین در تیم ملی فوتبال بلژیک بازی کرده‌است.